# Корона (3-й сезон)
Третий сезон сериала «Корона» рассказывает о жизни и правлении королевы Елизаветы II. Он состоит из десяти эпизодов и был выпущен на Netflix 17 ноября 2019 года.
Оливия Колман исполняет роль Елизаветы. В сериале также снимались Тобайас Мензис, Хелена Бонэм Картер, Бен Дэниелс, Джейсон Уоткинс, Мэрион Бэйли, Эрин Доэрти, Джейн Лапотейр, Чарльз Дэнс, Джош О'Коннор, Джеральдина Чаплин, Майкл Малони, Эмиральд Феннел и Эндрю Бакан. Джон Литгоу и Пип Торренс также возвращаются в эпизодических ролях.

## Сюжет
«Корона» рассказывает о жизни королевы Елизаветы II с её свадьбы в 1947 году до наших дней.
Третий сезон охватывает период времени между 1964 и 1977 годами, начиная с избрания Гарольда Вильсона премьер-министром и заканчивая серебряным юбилеем правления Елизаветы II (25 лет с момента восшествия на трон). Изображённые события включают в себя разоблачение советского шпиона сэра Энтони Бланта, правительство Гарольда Вильсона и Эдварда Хита в должности премьер-министра, трагедию в Аберфане, высадку на Луне миссии «Аполлон-11», инвеституру принца Чарльза в 1969 году, смерть герцога Виндзорского, смерть и государственные похороны Уинстона Черчилля, и восьмилетний роман принцессы Маргарет с баронетом и экспертом по садоводству Родди Ллевеллином и попытку самоубийства, которая привела к разводу принцессы с Энтони Армстронг-Джонсом в 1978 году. Также представлены президент США Линдон Джонсон и Камилла Шанд.

## В ролях

### Основной состав
- Оливия Колман — королева Елизавета II[16]
- Тобайас Мензис — принц Филипп, герцог Эдинбургский, муж Елизаветы[17]
- Хелена Бонэм Картер — принцесса Маргарет, графиня Сноудон, младшая сестра Елизаветы[18]
- Бен Дэниелс — Энтони Армстронг-Джонс, граф Сноудон, известный как лорд Сноудон и неофициально как Тони; муж принцессы Маргарет[19]
- Джейсон Уоткинс — премьер-министр Гарольд Вильсон[18]
- Мэрион Бэйли — королева Елизавета, королева-мать, жена Георга VI и мать Елизаветы II
- Эрин Доэрти — принцесса Анна, второй ребёнок Филиппа и Елизаветы и их единственная дочь[20]
- Джейн Лапотейр — принцесса Алиса Баттенберг, мать Филиппа[21]
- Чарльз Дэнс — Луис Маунтбеттен, 1-й граф Маунтбеттен Бирманский, амбициозный дядя Филиппа[22]
- Джош О’Коннор — принц Чарльз, старший сын Филиппа и Елизаветы и их наследник[23]
- Джеральдина Чаплин — Уоллис, герцогиня Виндзорская, американская жена герцога Виндзорского[24]
- Майкл Малони — премьер-министр Эдвард Хит[25]
- Эмиральд Феннел — Камилла Шанд[26]
- Эндрю Бакан — Эндрю Паркер-Боулз[25]

Актёры, указанные в основных титрах только одного эпизода, где они играют важную роль
- Джон Литгоу — Уинстон Черчилль[21]
- Клэнси Браун — Линдон Б. Джонсон, 36-й президент США[27]
- Марк Льюис Джонс — Эдвард Миллуорд[25]
- Тим Макмаллен — Робин Вудс[25]
- Дерек Джекоби — герцог Виндзорский, ранее король Эдуард VIII, который отрёкся от престола
- Гарри Тредэвэй — Родди Ллевеллин[28]

### Второстепенный состав
- Дэвид Ринтул — Майкл Эдин[англ.][25]
- Чарльз Эдвардс — Мартин Чартерис[англ.][25]
- Майкл Томас — принц Генри, герцог Глостерский, дядя Елизаветы
- Пенни Дауни — герцогиня Глостерская, жена принца Генри
- Алан Гилл — Уинки
- Пиппа Уинслоу — Блинки
- Марк Декстер — Тони Бенн, лейбористский политик[25]
- Лоррейн Эшборн — Барбара Касл, лейбористский политик[25]
- Аден Гиллет — Ричард Кроссман
- Сэм Филлипс — шталмейстер
- Шинейд Мэттьюс — Марша Уильямс[англ.], лейбористский политик, которая служила личным секретарём Гарольда Вильсона[25]
- Дэвид Чарльз — Джордж Томас[англ.]
- Стюарт Маккуорри — Джордж Томсон, барон Томсон Монифит[англ.]
- Патрик Райкарт — герцог Норфолк
- Конни М’Гадза — Сидни Джонсон

### Приглашённые актёры
- Сэмюэл Уэст — сэр Энтони Блант, сюрвейер картин королевы[21]
- Энгус Райт — сэр Мартин Фурнивал Джонс, генеральный директор MI5[25]
- Пол Хилтон — Майкл Стрэйт
- Тереза Бэнхэм — Мэри Вильсон, жена премьер-министра Гарольда Вильсона
- Энтони Брофи — Джеймс Джизес Энглтон, начальник контрразведки ЦРУ
- Майкл Симкинс — сэр Патрик Дин, посол Великобритании в США
- Мартин Макдугалл — В. Марвин Уотсон
- Сюзанн Копсер — Леди Бёрд Джонсон, первая леди США
- Пип Торренс — сэр Томми Ласеллс, личный секретарь короля Георга VI (во флэшбеках)[25]
- Верити Рассел — молодая Елизавета
- Бо Гадсдон — маленькая Маргарет
- Ричард Харрингтон — Фред Филлипс[25]
- Гвинет Киворт — Гвен Эдвардс
- Колин Морган — Джон Армстронг, журналист из «The Guardian»[25]
- Милтос Еролему — Хронос
- Найджел Уитми — Маркис Чайлдс
- Колин Стинтон — Лоуренс Э. Спивак
- Финн Эллиот — молодой Филипп
- Леони Бенеш — принцесса Сесилия Греческая, старшая сестра Филиппа (во флэшбеках)
- Джон Холлингворт — лорд Порчестер, по прозвищу Порчи[28]
- Руперт Ванситтарт — Сесил Хармсворт Кинг, издатель газет[25]
- Джулиан Гловер — Сесил Бойд-Рошфор
- Филипп Смоликовски — Алек Хэд
- Джон Финн — Артур «Бык» Хэнкок
- Ниа Робертс — Сильвия Миллуорд[25]
- Дэвид Саммер — Томас Парри
- Генри Димблби — Ричард Димблби, телевещатель BBC[25]
- Алан Дэвид — Бен Боуэн Томас
- Генри Петтигрю — Нил Армстронг[25]
- Феликс Скотт — Базз Олдрин[25]
- Эндрю-Ли Поттс — Майкл Коллинз[25]
- Сидни Джексон — принц Эдвард
- Марло Вулли — принц Эндрю
- Фред Брум — Клифф Микельмор
- Дэниел Билс — Патрик Мур
- Кевин Элдон — священник Майкл
- Мэттью Болдуин — Кеннет Харрис
- Того Игава — Хирохито, император Японии[25]
- Дэвид Уилмот — Артур Скаргилл, президент йоркширского отделения Национального союза шахтёров[25]
- Стивен Реддл — Дерек Паркер-Боулз
- Джудит Александр — Энн Паркер-Боулз
- Роберт Бенедетти-Холл — майор Брюс Шанд
- Несба Креншоу — Розалинд Шанд
- Луис Зегрин — молодой Эдвард «Тед» Хит
- Ричард Уолш — Джо Гормли, президент Национального союза шахтёров
- Джессика Де Гау — Люси Линдси-Хогг, девушка лорда Сноудона[25]
- Нэнси Кэрролл — леди Энн Гленконнор, придворная дама принцесса Маргарет и жена Колина Теннанта, 3-го барона Гленконнера[25]
- Ричард Теверсон — Колин Теннант
- Мартин Уимбуш — сэр Рональд Бодли Скотт
- Дэн Скиннер — Аластер Бёрнет
- Тим Бентинк — сэр Джон Бетчеман

## Эпизоды
| № общий | № в сезоне | Название                              | Режиссёр        | Автор сценария              | Дата премьеры  |
| --- | ---------- | ------------------------------------- | --------------- | --------------------------- | -------------- |
| 21 | 1          | «Олдинг» «Olding»                     | Бенджамин Карон | Питер Морган                | 17 ноября 2019 |
| В 1964 году, когда Британия приветствует нового премьер-министра — лейбориста Гарольда Вильсона, Елизавета узнает о распространённых в высшем обществе слухах, согласно которым Вильсон уже давно работает на КГБ под псевдонимом «Олдинг». Сначала она считает эту информацию сплетнями, но позже она её подозрения подогревает умирающий Уинстон Черчилль, который заявляет о своём подозрительном отношении к Вильсону ещё во времена своего премьерства. Маргарет, ныне графиня Сноудон, страдает из-за разваливающегося брака. В январе следующего года во время похорон Черчилля Елизавета замечает, как Вильсон тепло приветствует русского военного. В Вашингтоне «спящий» агент информирует министерство юстиции США о том, что в Букингемском дворце находится разведчик КГБ. Елизавета узнаёт, что на самом деле советским шпионом является руководитель её картинной галереи сэр Энтони Блант, и извиняется перед Вильсоном. Елизавета вынуждена сохранить правду в тайне из-за боязни испортить репутацию своих спецслужб на международной арене. Филипп наедине угрожает Бланту, но тот в ответ заявляет, что в курсе причастности принца к делу Профьюмо. |            |                                       |                 |                             |                |
| 22 | 2          | «Маргаретология» «Margaretology»      | Бенджамин Карон | Питер Морган                | 17 ноября 2019 |
| В ноябре 1965 года Маргарет и Тони отправляются в тур по Соединённым Штатам Америки, посещая несколько городов на Западном побережье и ранчо семьи Дугласов в Аризоне; в завершение визита планируется презентация фотоальбома Тони в Нью-Йорке. В Великобритании Вильсон докладывает Елизавете о том, что страна нуждается в финансовой помощи от американского президента Линдона Джонсона. После трех провальных попыток получить финансирование Вильсон приходит к выводу, что Джонсон не настроен на оказание помощи Соединенному Королевству из-за отсутствия поддержки участия США во Вьетнамской войне. В последнюю минуту Джонсон приглашает Маргарет в Белый дом, где ей удается уговорить президента предоставить кредит. Впоследствии Филипп советует Елизавете больше не привлекать сестру к решению международных проблем. |            |                                       |                 |                             |                |
| 23 | 3          | «Аберфан» «Aberfan»                   | Бенджамин Карон | Питер Морган                | 17 ноября 2019 |
| В октябре 1966 года после катастрофы в Аберфане Елизавета медлит с поездкой на место трагедии, хотя Вильсон настоятельно просит её отправиться в шахтёрскую деревню и успокоить людей. Филипп посещает похороны погибших детей. Трагические последствия катастрофы вызывают гнев общественности в адрес Национального управления угольной промышленности и лейбористского правительства. После получения информации о письме правительства с критикой в свой адрес за равнодушие и отсутствие сочувствия, Елизавета отправляется в Аберфан, возлагает венок на могилах и навещает семьи, разбитые горем. Вернувшись в Лондон, она конфликтует с Вильсоном, который утверждает, что не имеет отношения к письму, и кто-то из его коллег превысил полномочия. Оставшись в одиночестве, Елизавета плачет, слушая запись песни родителей погибших детей во время похорон. |            |                                       |                 |                             |                |
| 24 | 4          | «Баббикинс» «Bubbikins»               | Бенджамин Карон | Питер Морган                | 17 ноября 2019 |
| В 1967 году Вильсон информирует Елизавету, что принцесса Алиса Баттенберг, мать Филиппа, живущая в Афинах, оказалась в опасности из-за военного переворота в Греции. Вопреки протестам Филиппа Елизавета организует вывоз Алисы в Великобританию и поселяет её в Букингемском дворце. В это же время здесь проходят съёмки документального фильма про королевскую семью, целью которого является повышение популярности правящей династии среди населения. Но после показа фильма по телевидению монархия подвергается жесткой критике в прессе. По инициативе Филиппа во дворец приглашают журналиста газеты «The Guardian» Джона Армстронга, который должен взять интервью у его дочери, принцессы Анны. Но вместо этого Армстронг берёт интервью у Алисы, которое вызывает положительную реакцию общественности. На фоне этих событий происходит примирение Алисы и Филиппа, не общавшихся долгие годы. |            |                                       |                 |                             |                |
| 25 | 5          | «Путч» «Coup»                         | Кристиан Швохов | Питер Морган                | 17 ноября 2019 |
| В 1967 года Елизавета и её друг Порчи отправляются во Францию и США, чтобы ознакомиться с местным опытом по разведению скаковых лошадей. Вильсон девальвирует фунт стерлингов, что вызывает недовольство со стороны консервативных членов британской элиты. Газетный издатель Сесил Кинг предлагает лорду Маунтбеттену совершить военный переворот с целью свержения правительства. Маунтбеттен после долгих раздумий соглашается на этот план при условии поддержки со стороны королевской семьи. Вильсон узнает о готовящемся заговоре и докладывает о своих подозрениях Елизавете. После возвращения в Лондон Елизавета отчитывает Маунтбеттена, который после этого навещает свою сестру Алису и разговаривает с ней о старости и положении в обществе. |            |                                       |                 |                             |                |
| 26 | 6          | «Принц Уэльский» «Tywysog Cymru»      | Кристиан Швохов | Джеймс Грэм и Питер Морган  | 17 ноября 2019 |
| По совету Вильсона Елизавета решает забрать принца Чарльза из Кембриджского университета, где он занимается в театральном кружке и выступает на сцене, и отправить его на три месяца в Уэльс с целью изучения валлийского языка для инвеституры в качестве принца Уэльского. Там он сближается со своим преподавателем валлийского Эдвардом Миллвордом и начинает проникаться идеями валлийского национализма. Чарльз решает включить собственные мысли в речь, которую он на валлийском произносит во время своей инвеституры. Это вызывает гнев Елизаветы, которой переводят текст после его выступления. Чарльз просит о встрече со своей матерью, надеясь на благодарность или даже расположение, но вместо королева заявляет сыну о том, что он должен быть всегда беспристрастным и не выражать своё мнение на публике. Чарльз возвращается в Кембридж и участвует в студенческом спектакле, а среди зрителей находится его сестра Анна. |            |                                       |                 |                             |                |
| 27 | 7          | «Лунная пыль» «Moondust»              | Джессика Хоббс  | Питер Морган                | 17 ноября 2019 |
| Во время высадки американских астронавтов на Луну принц Филипп переживает кризис среднего возраста и недовольство своими достижениями в жизни. Когда астронавты посещают Букингемский дворец, он проводит с ними личную беседу. Филипп относится к ним как к богам и спрашивает, на что была похожа высадка на Луну, но в итоге разочаровывается их слишком примитивными ответами. Филипп также критикует декана Виндзора за скучные проповеди, вынуждая Елизавету отправить его в отставку. Его преемник Робин Вудс открывает «религиозную академию для личного и духовного роста». Он приглашает Филиппа принять участие в собраниях священников, и хотя тот сначала сопротивляется, но в конце концов решается поделиться своим жизненным опытом с группой, в том числе рассказывает о недавней смерти своей матери, и заводит дружбу с Вудсом. |            |                                       |                 |                             |                |
| 28 | 8          | «Между небом и землей» «Dangling Man» | Сэм Донован     | Дэвид Хэнкон и Питер Морган | 17 ноября 2019 |
| Принц Чарльз оказывается вовлечён в любовный треугольник с Эндрю Паркер-Боулзом и его подругой Камиллой Шанд. Принцесса Анна заводит интрижку с Паркер-Боулзом. Елизавета II навещает умирающего герцога Виндзорского, и они обсуждают обстоятельства, которые привели её на трон. Герцог просит прощения за своё отречение от престола, но Елизавета II отвечает, что иногда рассматривает его как благословение. Он отдаёт ей письма, полученные от Чарльза. Эдвард Хит становится премьер-министром после парламентских выборов 1970 года. |            |                                       |                 |                             |                |
| 29 | 9          | «Недоразумение» «Imbroglio»           | Сэм Донован     | Питер Морган                | 17 ноября 2019 |
| Из-за забастовки шахтёров в Великобритании возникают перебои с электроснабжением. Лорд Маунтбаттен и Елизавета добиваются прекращения отношений между Чарльзом и Камиллой, отправив Чарльза за рубеж сроком на восемь месяцев. После разговора королевы-матери с родителями Паркер-Боулза и Камиллы пара заключает брак. Королева узнаёт от Анны о её романе с Паркер-Боулзом и её убеждении в том, что Камилла должна быть с ним, а не с Чарльзом. |            |                                       |                 |                             |                |
| 30 | 10         | «Крик сердца» «Cri de Coeur»          | Джессика Хоббс  | Питер Морган                | 17 ноября 2019 |
| Брак Маргарет и Тони трещит по швам. Маргарет знакомится с Родди Ллевеллином и начинает с ним романтические отношения. Парочка отправляется отдыхать на Карибы, где её застигает папарацци. Эти кадры попадают на первые страницы британских газет. По настоятельному совету матери Елизавета требует возвращения Маргарет в Лондон. После этого Маргарет предпринимает неудачную попытку покончить с собой; Елизавета навещает сестру, и они обсуждает предстоящий неизбежный развод с Тони. Личная драма разворачивается на фоне возвращения Вильсона к власти и его окончательной отставки с поста премьер-министра. В 1977 году Великобритания празднует Серебряный юбилей Елизаветы II, знаменующий 25-летие её пребывания на троне. |            |                                       |                 |                             |                |

## Производство и премьера
К октябрю 2017 года было начато «раннее производство» ожидаемого третьего и четвёртого сезонов, а к следующему январю Netflix подтвердило, что сериал был продлён на третий и четвёртый сезоны.
Каждые два сезона продюсеры меняют некоторых актёров, играющих определённые роли, на актёров постарше, так как временная линия движется вперёд и персонажи стареют. В октябре 2017 года Оливия Колман получила роль Елизаветы II в третьем и четвёртом сезонах. К январю 2018 года Хелена Бонэм Картер и Пол Беттани вели переговоры о том, чтобы исполнить роли принцессы Маргарет и принца Филиппа, соответственно, в этих сезонах. Однако к концу месяца Беттани пришлось отказаться от роли из-за нехватки времени. К концу марта 2018 года Тобайас Мензис получил роль принца Филиппа в третьем и четвёртом сезонах. В начале мая 2018 года было подтверждено, что Бонэм Картер получила роль, также как и Джеймс Уоткинс получил роль премьер-министра Гарольда Вильсона. В следующем месяце Бена Дэниелса взяли на роль Энтони Армстронг-Джонса в третьем сезоне, а Эрин Доэрти присоединилась к сериалу в роли принцессы Анны. Месяц спустя Джош О'Коннор и Мэрион Бэйли получили роли принца Чарльза и королевы-матери, соответственно, в третьем и четвёртом сезонах. В октябре 2018 года Эмиральд Феннел получила роль Камиллы Шанд. В декабре 2018 года Чарльза Дэнса взяли на роль Луиса Маунтбеттена. В апреле 2019 года Эмма Коррин получила роль леди Дианы Спенсер для четвёртого сезона.
Съёмки третьего сезона начались в июле 2018 года.
Премьера состоялась на Netflix 17 ноября 2019 года. Сезон состоит из десяти эпизодов.

## Реакция
На сайте Rotten Tomatoes у третьего сезона рейтинг 91% на основе 96 отзывов, со средним рейтингом 8,54/10. Консенсус сайта гласит: «Оливия Колман сияет, но по мере того, как „Корона“ марширует в надёжно роскошной манере сквозь время, она находит время для персонажей вокруг неё, предоставляя широкие возможности для актёрского состава сиять тоже». На сайте Metacritic третий сезон имеет рейтинг 85 из 100, на основе 28 отзывов, что указывает на «всеобщее признание».
Анита Сингх из «The Daily Telegraph» назвала сериал «безусловно, лучшей мыльной оперой на телевидении». Лоррейн Али из «Los Angeles Times» высоко оценила внимание к историческим деталям и актёрской игре, особенно Колман и Бонэм Картер. Люси Манган из «The Guardian» похвалила «первоклассные выступления» актёрского состава, добавив, что сезон «настолько уверенный и настолько точно спроектированный, что вы не замечаете дефектов». Дэниел Финберг из «The Hollywood Reporter» оценил переход актёров как успешный, добавив, что сериал «остаётся моделью для тщательно продуманного эпизодического повествования».
Некоторая критика была направлена на отсутствие нюансов в сценарии. Хью Монтгомери из BBC посчитал, что сценарий был «всё чаще точными», хотя сезон был «пока что лучшим». Элисон Роуат из «The Herald» высказала мнение, что некоторые сцены были «перестроены» и диалоги были «слишком точными», но тем не менее сериал выделяется как политическая драма. Джен Чейни из «Vulture» также посчитала сценарий «немного тяжеловесным» в, тем не менее, «захватывающем, полностью обогащающем опыте». Кэролайн Фрамке из «Variety» посчитала, что сериалу не всегда удаётся очеловечить королевскую семью, но когда это происходит, он «так же неотразим, как портрет того, как власть искажает людей, а вместе с ними и мир, как существует на телевидении» .
Эд Пауэр из «The Independent» был менее комплиментарен, похвалив актёрскую игру Колман, но посчитав сериал немного «бесцветным».